# Franco Novarina
Franco Novarina (Vercelli, 10 ottobre 1948) è un allenatore di pallacanestro e avvocato italiano.
Prima di intraprendere l'attività forense, si dedicò alla pallacanestro, ricoprendo il ruolo di commissario tecnico della nazionale italiana femminile dal 1990 al 1994, per un totale di 66 gare

## Carriera
Sostituì Aldo Corno per gli Europei d'Israele 1991, in cui ottenne il settimo posto. Alle successive Olimpiadi di Barcellona 1992, l'Italia guidata da Novarina concluse ottava.
In precedenza aveva allenato l'A.S. Vicenza, la Tazza D'Oro Roma e la Pagnossin Treviso
L'ultima competizione di rilievo in cui Novarina diresse le azzurre fu l'Europeo di Spagna 1993, che si concluse con il quarto posto finale, dopo che la squadra fece sperare nella vittoria del titolo, perdendo la semifinale contro la Francia con un tiro all'ultimo secondo della transalpina Santaniello.
Si dimise nel 1994 a seguito di contestazioni sorte all'interno del movimento femminile, che ebbe degli sviluppi mai completamente chiariti e che vide l'allora Presidente Federale Gianni Petrucci schierarsi a favore delle dimissioni dello stesso Novarina; gli subentrò Riccardo Sales. Da allora si è dedicato alla professione di avvocato.